# Byttneria macrophylla
Byttneria macrophylla är en malvaväxtart som beskrevs av Carl Sigismund Kunth. Byttneria macrophylla ingår i släktet Byttneria och familjen malvaväxter. Inga underarter finns listade i Catalogue of Life.